# Vác vasútállomás
Vác vasútállomás egy Pest vármegyei vasútállomás Vác településen, a MÁV üzemeltetésében. A belvárosban helyezkedik el, közúti elérését csak önkormányzati utak biztosítják.

## Vasútvonalak
Az állomást az alábbi vasútvonalak érintik:
- Budapest–Szob-vasútvonal
- Budapest–Vácrátót–Vác-vasútvonal
- Vác–Balassagyarmat-vasútvonal

## Kapcsolódó állomások
A vasútállomáshoz az alábbi állomások vannak a legközelebb:
- Vác-Alsóváros megállóhely (Budapest-Nyugati pályaudvar, Budapest–Szob-vasútvonal)
- Verőce vasútállomás (Szob vasútállomás, Budapest–Szob-vasútvonal)
- Kisvác megállóhely (Balassagyarmat vasútállomás, Vác–Balassagyarmat-vasútvonal)

## Története
Magyarország első vasútvonala Pest és Vác között épült 1846-ban, melyet nem sokkal később továbbépítettek Szob felé. Diósjenő felé 1909-ben adták át a pályát, mely csatlakozott a már meglévő Drégelypalánk–Balassagyarmat szakaszhoz.

## Megközelítés tömegközlekedéssel
- Helyi és helyközi busz:  300, 314, 328, 329, 330, 331, 332, 333, 334, 335, 337, 338, 339, 342, 343, 345, 347, 348, 350, 351, 361, 362, 363, 364, 365, 371, 455
- Távolsági busz:  1010, 1013
- Vonat:   S70   G70   Z70   S71   G71   S77   S750  EC, EN

## Forgalom
| Járat                         | Útvonal | Gyakoriság                                                                                 |
| ----------------------------- | --- | ------------------------------------------------------------------------------------------ |
| S70                           | Budapest-Nyugati – Rákosrendező – Istvántelek – Rákospalota-Újpest – Dunakeszi alsó – Dunakeszi – Dunakeszi-Gyártelep – Alsógöd – Göd – Felsőgöd – Sződ-Sződliget – Vác-Alsóváros – Vác (– Verőce – Kismaros – Nagymaros-Visegrád – Nagymaros – Zebegény – Szob alsó – Szob) | Félóránként, hétvégén éjszaka óránként                                                     |
| G70                           | Budapest-Nyugati – Rákosrendező – Rákospalota-Újpest – Dunakeszi – Dunakeszi-Gyártelep – Felsőgöd – Vác-Alsóváros – Vác – Verőce – Kismaros – Nagymaros-Visegrád – Nagymaros – Zebegény – Szob alsó – Szob | Munkanapokon csúcsidőben óránként, szombaton reggel 3 Budapest felé és hétvégén napi 2 pár |
| Z70                           | Budapest-Nyugati – Vác – Verőce – Kismaros – Nagymaros-Visegrád – Nagymaros – Zebegény – Szob alsó – Szob | Óránként                                                                                   |
| S71                           | Budapest-Nyugati – Rákosrendező – Istvántelek – Rákospalota-Újpest – Rákospalota-Kertváros – Alagimajor – Fót – Fótújfalu – Fótfürdő – Csomád – Ivacs – Veresegyház – Erdőkertes – Vicziántelep – Őrbottyán – Rudnaykert – Váchartyán – Csörög – Máriaudvar – Vác-Alsóváros – Vác | Óránként                                                                                   |
| G71                           | Budapest-Nyugati – Rákospalota-Újpest – Fót – Fótújfalu – Ivacs – Veresegyház – Erdőkertes – Vicziántelep – Őrbottyán – Rudnaykert – Váchartyán – Vácrátót – Csörög – Máriaudvar – Vác-Alsóváros – Vác | Csúcsidőben óránként                                                                       |
| S750                          | Vác – Kisvác – Fenyveshegy – Magyarkút-Verőce – Magyarkút – Szokolya – Berkenye – Nógrád – Diósjenő | Óránként                                                                                   |
| S750                          | Vác – Kisvác – Fenyveshegy – Magyarkút-Verőce – Magyarkút – Szokolya – Berkenye – Nógrád – Diósjenő – Borsosberény – Nagyoroszi – Drégelyvár – Sáferkút – Drégely – Drégelypalánk – Ipolyvece – Dejtár – Ipolyszög – Balassagyarmat | Napi 7 pár                                                                                 |
| S77                           | Aszód – Iklad-Domony – Galgamácsa – Váckisújfalu – Vác | 2 óránként                                                                                 |
| Jégmadár expresszvonat        | Szob – Szob alsó – Zebegény – Nagymaros – Nagymaros-Visegrád – Kismaros – Verőce – Vác – Vác-Alsóváros – Felsőgöd – Dunakeszi-Gyártelep – Rákospalota-Újpest – Kőbánya felső – Budapest-Kelenföld – Velence – Székesfehérvár – Balatonaliga – Szabadisóstó – Szabadifürdő – Siófok – Balatonszéplak felső – Balatonszéplak alsó – Zamárdi felső – Zamárdi – Szántód – Balatonföldvár – Balatonszemes – Balatonlelle – Balatonboglár – Fonyódliget – Fonyód | Nyáron napi 1 pár                                                                          |
| Metropolitan EuroCity         | Budapest-Nyugati – Vác – Nagymaros-Visegrád – Szob – Štúrovo (Párkány) – Nové Zámky (Érsekújvár) – Bratislava hl.st. (Pozsony) – Kúty (Jókút) – Břeclav – Brno hl.n. (– Česká Třebová) – Pardubice hl.n. – Kolín – Praha hl.n. | 2 óránként                                                                                 |
| Hungária EuroCity             | Budapest-Nyugati – Vác – Nagymaros-Visegrád – Szob – Štúrovo (Párkány) – Nové Zámky (Érsekújvár) – Bratislava hl.st. (Pozsony) – Kúty (Jókút) – Břeclav – Brno hl.n. – Praha hl.n. | Napi 1 pár                                                                                 |
| Báthory EuroCity              | Budapest-Nyugati – Vác – Nagymaros-Visegrád – Szob – Štúrovo (Párkány) – Nové Zámky (Érsekújvár) – Bratislava hl.st. (Pozsony) – Kúty (Jókút) – Břeclav – Hodonín – Staré Město – Otrokovice – Přerov – Hranice – Ostrava-Svinov – Ostrava hl.n. – Bohumín – (Cracovia EuroCity közvetlen kocsikkal: Zebrzydowice – Racibórz – Gliwice – Zabrze – Katowice – Mysłowice – Jaworzno Szczakowa – Trzebinia – Krzeszowice – Kraków Główny) – Chałupki – Wodzisław Śląski – Rybnik – Tychy – Katowice – Sosnowiec Główny – Dąbrowa Górnicza – Zawiercie – Włoszczowa Północ – Opoczno Południe – Warszawa Zachodnia – Warszawa Centralna – Warszawa Wschodnia – Mińsk Mazowiecki – Siedlce – Łuków – Międzyrzec Podlaski – Biała Podlaska – Terespol | szünetel                                                                                   |
| Metropol EuroNight / nightjet | Budapest-Nyugati – Vác – Štúrovo – Nové Zámky – Bratislava hl.st. – Kúty – Břeclav (közvetlen kocsik Wien Hauptbahnhof felől és Praha hl.n. felé) – Ostrava-Svinov – Ostrava hl.n. – Bohumín (közvetlen kocsik Kraków Główny felé) – Chałupki – Racibórz – Kędzierzyn-Koźle – Opole Główne – Wrocław Główny – Głogów – Zielona Góra – Rzepin – Frankfurt (Oder) – Berlin Ostbahnhof – Berlin Hauptbahnhof – Berlin-Charlottenburg | Napi 1 pár                                                                                 |